# Lykkesgårdskolen
Lykkesgårdskolen i Varde er en folkeskole der ligger på Abildvej, i den sydøstlige del af byen. Skolen har ca. 435 elever fra børnehaveklasse til 9. klasse. Lykkesgårdskolen blev oprettet 1. april 1957, og havde i 2007 50 års jubilæum. 

## Historie
Da Lykkesgårdskolen startede d. 1. april 1957, havde skolen 106 elever. Den hed Søndre Skole og var oprindelig en anneksskole under Sct. Jacobi Skole. Søndre Skole bestod i begyndelsen af to 1. klasser og to 2. klasser, hvorefter eleverne skulle fortsætte på Sct. Jacobi skole. I 1963 blev skolen selvstændig og udvidet til at gå fra 1. til 5. klasse og først i 1967 kom 6. og 7. klasse til. Samme år blev der udskrevet en konkurrence om, hvad skolen skulle hedde i stedet for Søndre Skole. Det blev Lykkesgårdskolen, fordi skolen ligger på markerne, der hørte ind under Lykkegård.
I dag udbyder skolen undervisning fra børnehaveklasse frem til 9. klasse.
Efter i flere år at have været splittet på flere adresser på grund af et skimmelsvampangreb, blev skolen samlet i sommerferien 2016.
I januar 2020 vil specialafdelingen skilles ud som en selvstændig skole og sammenlægges med specialklasserne fra Tistrup Skole - til  Ny Sct Jacobi Skole. Det sker som led i planerne om at sammenlægge de tre folkeskoler i Varde til to og samle specialklasserne i Sct. Jacobi Skoles bygninger.

## Ledelse og personale
- Skoleleder – Ole Holm Johansen
- Viceskoleinspektør – Lars Lassen
- Afdelingsleder - Trine Vinter
- Sekretærer – Anne-Marie Hansen – Liza Jensen
- Serviceleder – John Nissen
- Servicemedhjælper – Henning Dahl Pedersen
- Kantineleder - Jane
- Ungdomsvejleder – Lars Barslund

## Årlige begivenheder
Lykkegårdsskolen havde tradition for hvert år at opføre en musical der bliver udført af skolens 8. – 10. klasser. Gennem årene har det været:
- 2003-2004 Grease
- 2004-2005 Moulin Rouge
- 2005-2006 10 Things I Hate About You
- 2006-2007 Midt om Natten
- 2007-2008 Askepop
- 2008-2009 Den eneste ene
- 2009-2010 Bølle Bob
- 2010-2011 Freaky Friday
- 2011-2012 Talenter

## Ekstern henvisning
- Lykkesgårdskolens hjemmeside
- Skoleliv gennem 50 år (Webside ikke længere tilgængelig)

|  | Denne artikel om en bygning eller et bygningsværk kan blive bedre, hvis der indsættes et (bedre) billede. Du kan hjælpe ved at afsøge Wikimedia Commons for et passende billede eller lægge et op på Wikimedia Commons med en af de tilladte licenser og indsætte det i artiklen. |

55°36′42″N 8°29′17″Ø / 55.61167°N 8.48806°Ø